# Veli Brgud
Veli Brgud je naselje u zapadnoj Hrvatskoj u sastavu općine Matulja. Nalazi se u Primorsko-goranskoj županiji.

## Zemljopis
Jugoistočno su Ružići, Mali Brgud, Permani, Brešca, Mučići, južno-jugoistočno su Zaluki, južno je Zvoneće, dalje prema sjeverozapadu su Žejane.

## Znamenitosti
- Veli Brgud ima Brgujske zvončare.

- Poznat je i po autohtonoj vrsti kupusu koji je relikt Velikog Brguda. S njim u svezi je Brgujska kapuzijada i Kapuzarske igre.[4]
- Slavna dva proizvoda iz Brguda su brgujski kupus i krumpir, a brgujskom kapuzu pisao je dr. Matko Laginja 1889.

godine.
- Osebujna narodna nošnja.[5]

## Kultura
- Brgujska kapuzijada[4]

- Kapuzarske igre[4]

- Tomosfest[4]

## Stanovništvo
| broj stanovnika | 833   | 645   | 713   | 746   | 754   | 749   | 843   | 682   | 634   | 582   | 566   | 567   | 487   | 468   | 459   | 485   | 533   |
|                 | 1857. | 1869. | 1880. | 1890. | 1900. | 1910. | 1921. | 1931. | 1948. | 1953. | 1961. | 1971. | 1981. | 1991. | 2001. | 2011. | 2021. |

## Mrežna sjedišta
- Srđan Brajčić: BRGUD PO STARINSKI Brgujska mladost dočarala kako su živjeli njihovi preci na obroncima Ćićarije   Arhivirana inačica izvorne stranice od 15. travnja 2019. (Wayback Machine), Novi list. 30. rujna 2018.
- [neaktivna poveznica]